# Panthère de Floride
Puma concolor coryi
Sous-espèce
Statut de conservation UICN

 EN B1+2cde : En danger
La panthère de Floride (Puma concolor coryi), nommée aussi cougar de Floride ou puma de Floride, est l'une des sous-espèces (nommée Puma concolor coryi selon l'ancienne classification puis reconnue comme une population de la sous-espèce Puma concolor couguar) de pumas.

## Phylogenèse
La panthère de Floride a longtemps été considérée comme une sous-espèce du Puma, dans le cadre de la classification Puma concolor coryi (anciennement Felis concolor coryi). La panthère de Floride est protégée de la chasse légale depuis 1958, et a été classée en 1967 comme espèce menacée par le US Fish and Wildlife Service; elle a été ajoutée à la liste des espèces menacées de l'État de Floride en 1973,.
Une étude génétique du génome mitochondrial constate qu'une grande partie des sous-espèces supposées du Puma sont trop semblables pour être reconnues comme distinctes, suggérant une reclassification de la panthère de Floride et de nombreux autres sous-espèces en tant que Puma nord américain (Puma concolor couguar). Après étude, le Mammal Species of the World (3e édition) cesse finalement de reconnaître la panthère de Floride comme une sous-espèce, et l'inclut dans la sous-espèce du Puma nord américain. Cela fait de fait de la panthère de Floride non plus une sous-espèce mais une population.
Malgré ces résultats, elle est toujours répertoriée en tant que sous-espèce Puma concolor coryi dans les travaux de recherche, notamment ceux qui sont directement concernés par sa conservation. En réponse à la recherche qui a suggéré de retirer son statut de sous-espèce, le Florida Panther Recovery Team note « the degree to which the scientific community has accepted the results of Culver et al. and the proposed change in taxonomy is not resolved at this time. » (« La mesure dans laquelle la communauté scientifique a accepté les résultats de Culver et al. et le changement proposé dans la taxonomie n'est pas résolu pour le moment. »).

## Morphologie
La panthère pèse entre 30 et 75 kg selon le sexe et peut faire un bond de 10 mètres.

## Menaces et conservation

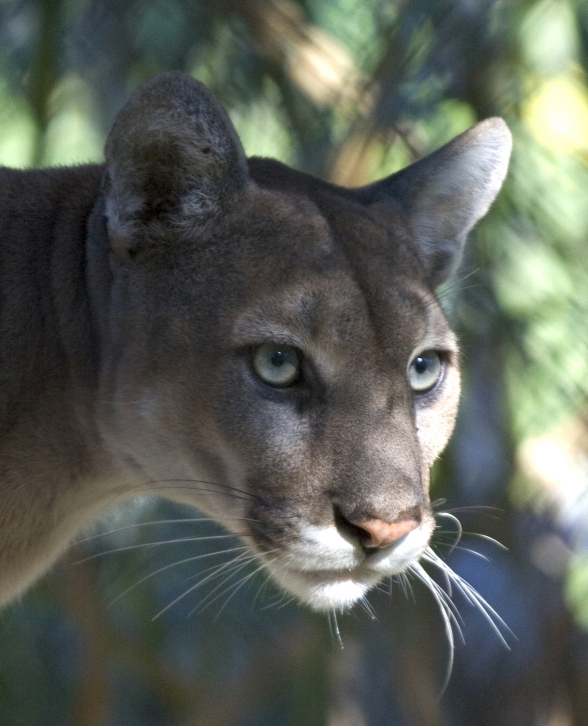
Panthère de Floride dans les Everglades.

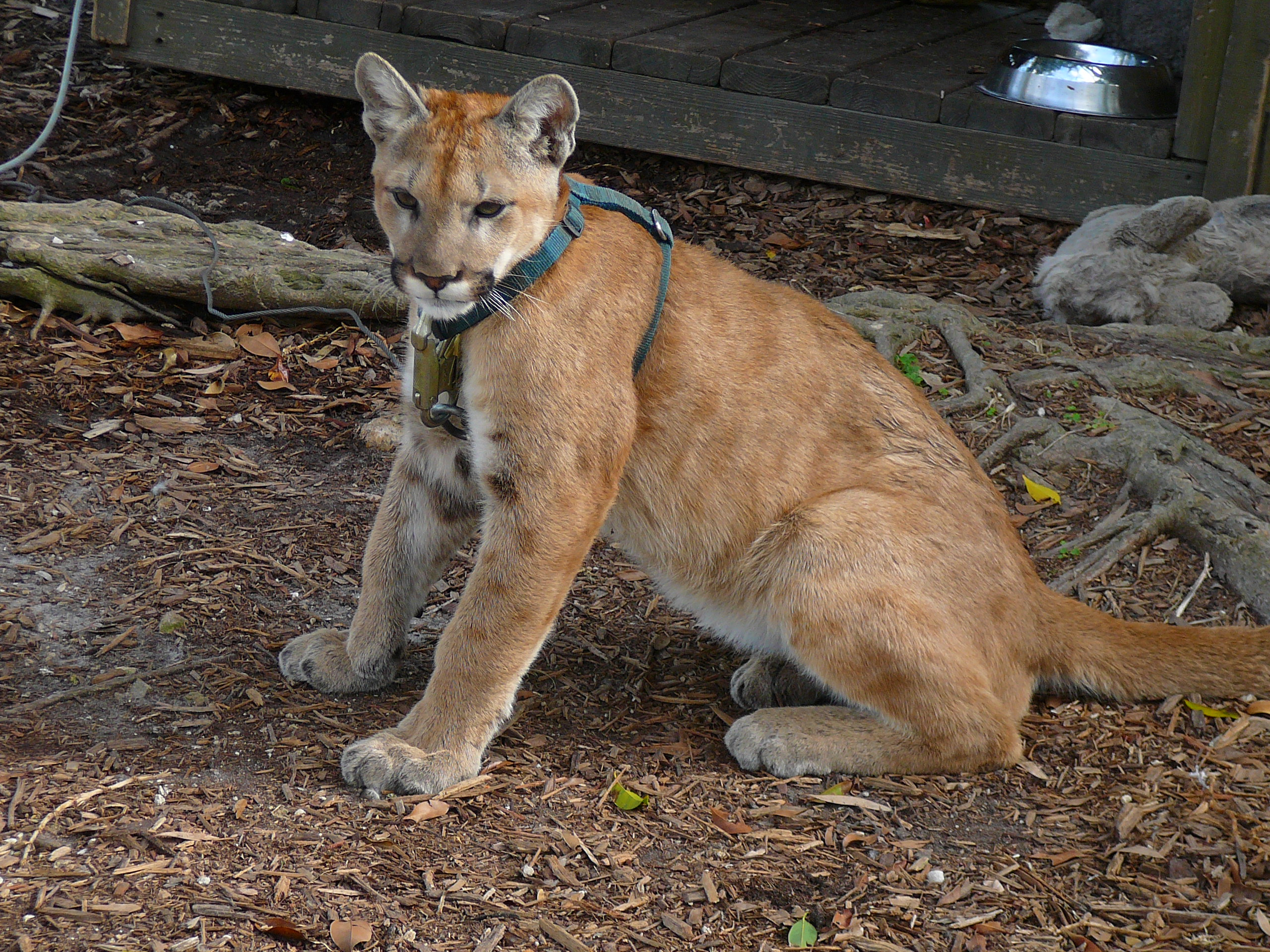
Panthère de Floride en captivité.

Autrefois présente dans tout le sud-est des États-Unis, elle survit dans le sud de la Floride (marais de Big Cypress), se répartissant au sud du fleuve Caloosahatchee. Elle est menacée d'extinction malgré les efforts du groupe de sauvegarde de la Panthère de Floride (The Florida Panther Recovery Team), fondé en 1976.
Dans les années 1970, victime de la chasse, l'espèce est au bord de l'extinction.
En 1995, dans le cadre d'un plan de sauvetage pour limiter la consanguinité dont l'espèce souffre, huit femelles sont capturées au Texas et relâchées en Floride. Cinq se reproduisent. Le programme permet à la population de s'élever à 130 individus en 2010.
Il y a actuellement un grand effort de la part de l’État de Floride pour sauver ces panthères locales, leur nombre étant en effet en inquiétante diminution : élevage en captivité, préservation du gibier, reproduction difficile, etc. Notamment aussi à cause du Python Birman qui peut en faire sa proie et contre lequel la panthère n'a aucune défense. Néanmoins, la nouvelle classification permet d’envisager une reproduction de préservation par croisement avec d’autres anciennes sous-espèces moins menacées de couguars d’Amérique du Nord, qui sont dans la même lignée phylogénétique, et de parvenir, par sélection, à retrouver les caractères de la Panthère de Floride, avec l’aide d’élevages ou parcs naturels d’autres États.
L'espèce est aujourd'hui menacée par les extensions périurbaines. 25 panthères meurent chaque année à cause de collisions avec des voitures. Les panthères souffrent aussi d'une maladie neurodégénérative.

## Population
Dans les années 1970, il ne reste qu'une trentaine de félins .
En 1995, on dénombre entre 20 et 25 panthères adultes.
En 2011, la population est estimée entre 120 et 160 animaux.
En 2021, on compte 200 individus.